# João José Alves
João José Alves (Diamantina, 12 de agosto de 1872 — Belo Horizonte, 4 de novembro de 1934) foi um político brasileiro. Exerceu o mandato de deputado federal constituinte por Minas Gerais em 1934.